# 酸化酵素
酸化酵素（さんかこうそ、oxidase）とは、酸化還元酵素の一種で分子状酸素の基質を電子受容体とする酵素である。オキシダーゼとも呼ばれる。
酸化酵素は酸素分子を水素あるいは電子受容体とする酸化還元酵素の総称であるが、酸素挿入反応を触媒する酸素添加酵素（オキシゲナーゼ）を含めることも別に区分することもある。古くは酸化還元酵素全体の総称として使われたこともある。
補欠分子族としてヘムを含むチトクロム酸化酵素やカタラーゼは代表的な酸化酵素であるが、その他にもフラビンを補酵素にするキサンチン酸化酵素などヘム以外の物質を活性中心に持つものもある。
モノアミン酸化酵素阻害薬は抑うつ性精神病の治療に利用される。